# New Deal
 (juillet 2025).
 (juillet 2025).
 (juillet 2025).
Si vous disposez d'ouvrages ou d'articles de référence ou si vous connaissez des sites web de qualité traitant du thème abordé ici, merci de compléter l'article en donnant les références utiles à sa vérifiabilité et en les liant à la section « Notes et références ».
Vous lisez un « article de qualité » labellisé en 2008.
Pour les articles homonymes, voir New Deal (homonymie) et Nouvelle donne.

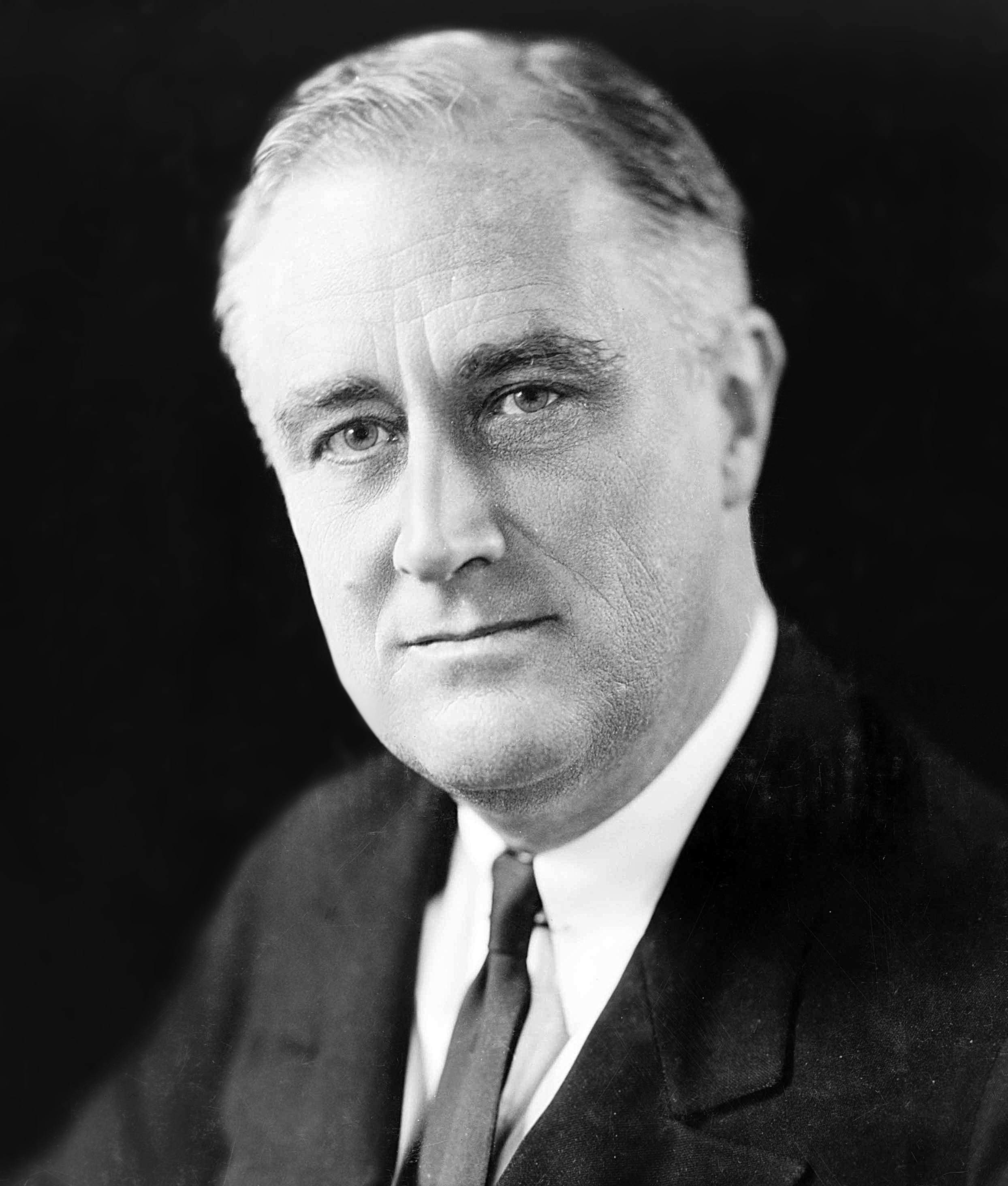
Franklin Delano Roosevelt, instigateur du 'New Deal, bouleversa considérablement l'économie américaine pour la sortir de la Grande Dépression.

Le New Deal (« Nouvel accord » ou « Nouvelle donne » en français) est le nom donné par le président des États-Unis Franklin Delano Roosevelt à sa politique mise en place pour lutter contre les effets de la Grande Dépression aux États-Unis. Ce programme se déroule entre 1933 et 1938, avec pour objectif de soutenir les couches les plus démunies de la population, réussir une réforme innovante des marchés financiers et redynamiser une économie américaine meurtrie depuis le krach de 1929 par le chômage et les faillites en chaîne.
On distingue communément deux New Deals : le premier, marqué notamment par les « Cent jours de Roosevelt » en 1933, vise à une amélioration de la situation à court terme. On y retrouve donc des lois de réforme des banques, des programmes d'assistance sociale d'urgence, des programmes d'aide par le travail, ou encore des programmes agricoles. Le gouvernement réalise ainsi d'importants investissements et permet l'accès à des ressources financières à travers diverses agences gouvernementales. Les résultats économiques sont mitigés, mais la situation s'améliore. Cependant, la Cour suprême juge de nombreuses réformes inconstitutionnelles, et plusieurs parties des programmes, à l'exception de la National Recovery Administration, sont rapidement remplacées. Le « Second New Deal » s'étale entre 1935 et 1938, mettant en avant une redistribution des ressources et du pouvoir à une échelle plus large, avec les lois de protection syndicales, le Social Security Act, ainsi que des programmes d'aide pour les farmers et les travailleurs itinérants. Le second New Deal, plus coûteux que le premier, accepte un déficit public pour sortir de la crise. Les résultats, en 1938, ne sont que limités : la production retrouve à peine le niveau de 1929 et malgré des programmes comme la Public Works Administration, le chômage touche encore 11 millions d'Américains en 1938. Mais le New Deal, contrepied du « laisser-faire », permet des réformes structurelles durables, donnant un rôle économique et social important à l'État fédéral. 
De nombreux programmes du New Deal restent toujours actifs, dont certains qui ont gardé leur nom originel : la Federal Deposit Insurance Corporation (FDIC), la Federal Housing Administration (FHA), la Tennessee Valley Authority (TVA), mais aussi le Social Security System, première expérience d'État-providence aux États-Unis, ainsi que la Securities and Exchange Commission dans le domaine de la régulation financière. 
Au bilan, les réformes structurelles redéfinissent le rôle de l’État dans la société et le capitalisme américain. L'interventionnisme d'agences fédérales régule les marchés, soutient l’emploi et modernise les infrastructures (SEC, TVA, WPA) ; le Social Security Act de 1935 fonde un début d'État-providence ; la reconnaissance des syndicats rééquilibre les rapports entre les travailleurs et les employeurs. Mais ni les inégalités raciales, ni celles de genre, ni celles entre ville et campagne ne sont corrigées, en partie en raison des compromis politiques nécessaires avec les démocrates du Sud. Le New Deal, qualifié par des historiens comme William Leuchtenburg ou Alan Brinkley de révolution institutionnelle pragmatique, aurait donc adapté le capitalisme en crise sans le mettre en cause. Ce silence sur les droits civiques, ses exclusions sociales, ses compromis avec le racisme institutionnel du Sud est mis en cause par Ira Katznelson ou Howard Zinn qui insistent sur le caractère inachevé et partiel des réformes.
Le bilan mémoriel du New Deal est cependant un enjeu et un repère majeur : modèle d’action publique en temps de crise, il symbolise la capacité de l'État à protéger ses concitoyens contre les excès du marché. La figure de Roosevelt reste associée à un leadership du « care », repris par les présidents démocrates des xxe et xxie siècles. Le New Deal est une référence progressiste positive, alors que les conservateurs condamnent son interventionnisme étatiste. Le New Deal apparaît aujourd’hui comme un moment fondateur et ambivalent : mythe d’origine du progressisme américain et source persistante de débats sur l'intervention de l’État.

## Les origines duNew Deal

### La Grande Dépression des années 1930 et le krach de 1929

Évolution du PIB des États-Unis entre 1920 et 1940. On y voit clairement le point bas de la crise en 1933.

La Grande Dépression, considérée comme l'une des plus grandes crises économiques du XXe siècle, débuta le jeudi 24 octobre 1929 avec le krach de Wall Street qui fit d'abord plonger les cours du New York Stock Exchange avant de toucher progressivement (sous les effets de domino et de contagion) tous les secteurs, puis par la suite tous les pays industrialisés, à l'exception de l'URSS de Staline (qui vivait en autarcie). Les États-Unis, « pays d'origine » de la crise, furent logiquement les premiers touchés pendant les années qui suivirent le krach, jusqu'à un point bas atteint en 1932, avec notamment un taux de chômage de 25 %. Le fait est que l'économie américaine souffrait de divers déséquilibres, notamment dans la répartition des richesses et des ressources : on estime que trente-six familles riches possédaient des revenus égaux à ceux de 42 % de la population. En outre, sur 27,5 millions de familles, 21,5 ne possédaient aucune épargne. Le désépargne des ménages américains est une constante qui existe même en dehors de la Grande Dépression. Il s'explique moins par la concentration des revenus que par l'effet de richesse. Lorsque le patrimoine augmente, les ménages préfèrent s'endetter pour consommer encore plus plutôt que d'épargner (et réduire leur patrimoine).
La situation financière était également préoccupante : face aux nombreuses demandes des épargnants, les banques se trouvèrent désemparées. Les faillites d'établissements bancaires commencèrent alors à se multiplier. D'autre part, les fonds des banques, investis dans la spéculation, diminuèrent progressivement. Par effet de contagion, et en raison des tensions déflationnistes portant sur les produits agricoles, les farmers connurent des difficultés : 15 millions de paysans étaient au bord de la ruine. Dans le domaine de l'industrie, la crise se manifesta par une surproduction, et des faillites d'entreprises.

### La débâcle de Hoover
Herbert Hoover dirige le pays lors de l'éclatement de la crise. Contrairement à sa postérité, construite par son futur rival Franklin D. Roosevelt, Hoover n'était pas inactif face à la crise. Cependant, sa politique protectionniste, incarnée par la loi Hawley-Smoot, provoqua une récession. Sa volonté d'encourager les milieux d'affaires fut également un échec patent : le pays s'enfonça dans la récession et les faillites se multiplièrent. En 1932, deux candidats à la présidence organisèrent leur campagne : Hoover le républicain et le démocrate Franklin D. Roosevelt, qui s'était fait une notoriété en tant que gouverneur de New York. Roosevelt, qui inspirait confiance, remporta largement l'élection avec 57,4 % des voix du vote populaire et 89 % des voix des grands électeurs. Ses promesses de relance séduisirent les Américains : quatre mois après son élection, le New Deal débuta.

### Un nouveau président audacieux

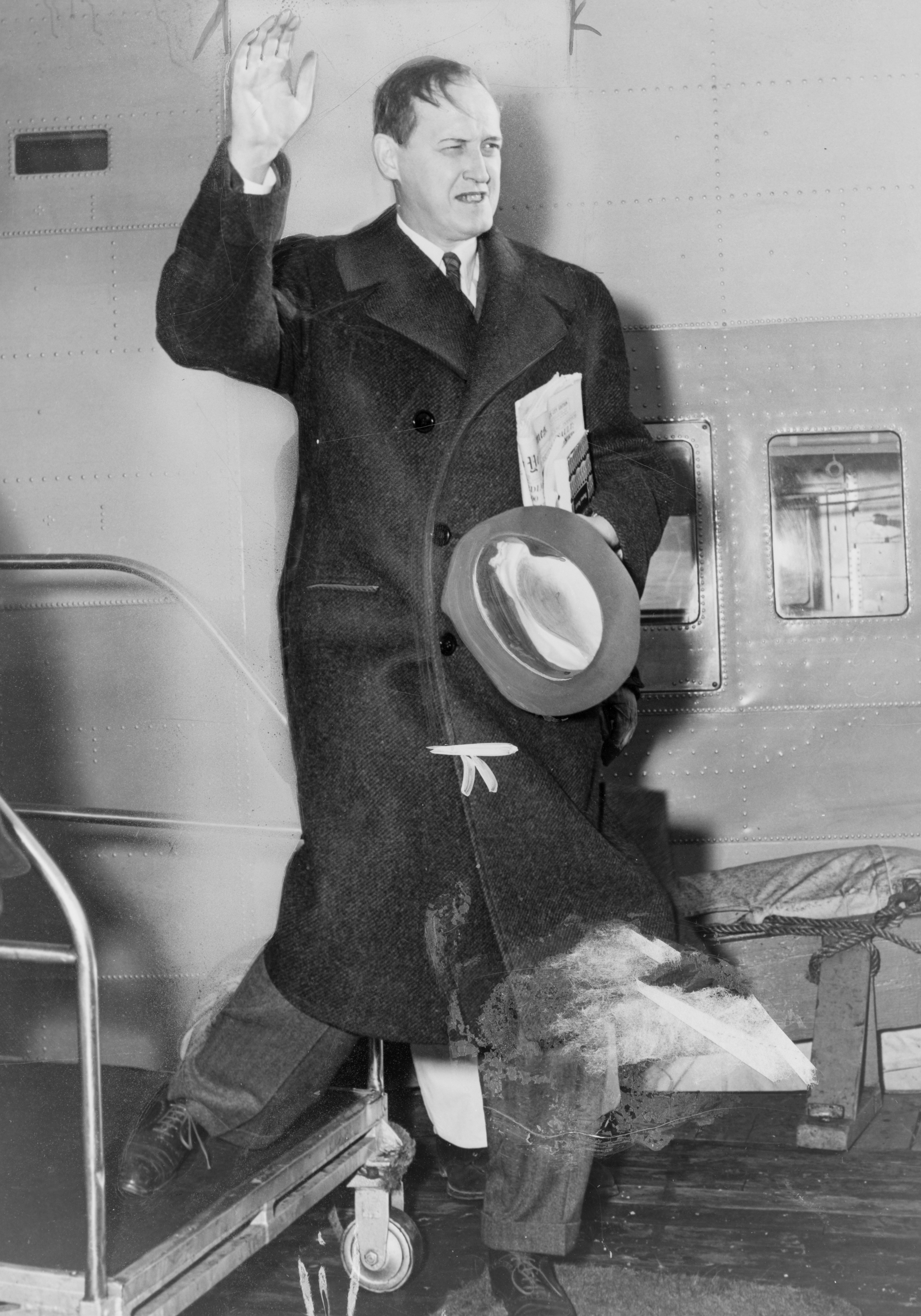
Harry Hopkins fut l'un des plus proches conseillers de Roosevelt dans l'élaboration de son 'New Deal', politique audacieuse et novatrice.

Le 2 juillet 1932, Roosevelt promit dans un discours de sa campagne électorale « une nouvelle donne pour le peuple américain » : il prononça pour la première fois l’expression New Deal lors de son discours à la Convention démocrate de Chicago en 1932,. Trente ans auparavant, Theodore Roosevelt, son lointain cousin, avait initié un « Square Deal », programme national visant à soutenir la classe moyenne,. Ce « Square Deal » était alors le nom donné par Roosevelt et ses associés aux politiques de son administration. En cela, il aurait inspiré Franklin D. Roosevelt. En fait, Franklin Delano Roosevelt était intéressé par le contraste entre Théodore Roosevelt et Woodrow Wilson : « Théodore Roosevelt n'était pas attiré comme Woodrow Wilson par les problèmes de fond et il ne sut pas, comme ce dernier stimuler les convictions sociales et morales profondes, écrivit-il un jour. Wilson, en revanche, ne savait pas, contrairement à Théodore Roosevelt soulever l'enthousiasme à propos d'événements individuels précis même s'ils pouvaient sembler superficiels comparés aux principes fondamentaux ».
En 1927, un certain nombre de libéraux américains, : John Dewey, Stuart Chase, Rexford Tugwell, visitèrent l’URSS de Staline. Tugwell qui devait plus tard être membre du Brain Trust de F.D. Roosevelt puis l'adjoint d'Henry Wallace à l'agriculture, fut intéressé par la planification comme instrument de régulation économique. En réalité, si l'URSS fut peu affectée par la crise, c'est parce qu'elle n’avait pas connu le boom des années 1920 et que ses échanges commerciaux avec « l'Ouest » étaient réduits.
Roosevelt considéré comme un progressiste et un réformiste fut élu à une large majorité avec l'espoir qu'il saurait faire face à la crise économique là où Herbert Hoover avait échoué. Cependant, il arriva au pouvoir sans avoir de plan préconçu pour sauver l’économie de son pays. Son « New Deal » n'était pas idéologique, mais plutôt pragmatique, ce qui conduisit à quelques contradictions. Il y appliqua des idées expérimentées pendant la période progressiste de Wilson et se servit de ses expériences politiques acquises pendant les années 1920. L'idée centrale de Roosevelt est l'expérimentation : il était persuadé de la nécessité de mener une politique audacieuse et novatrice.
Il remarqua également que l'une des principales priorités était de remonter le moral des Américains, en proie au doute face à la généralisation de la crise à toute l'économie. Le 4 mars 1933, son discours d'investiture resta empreint de lieux communs, tout juste se contenta-t-il de mettre en garde les Américains contre un excès de pessimisme. Il prononça ainsi une phrase devenue célèbre : « The only thing we have to fear is fear itself » (« la seule chose que nous ayons à craindre, c’est la crainte elle-même »),,,. Pour mener à bien sa politique, il s'entoura de conseillers brillants et imaginatifs qui le suivirent à Washington. On peut notamment citer Raymond Moley, Adolf Berle, Cordell Hull (Affaires étrangères), Henry Wallace (Agriculture), Frances Perkins (Travail), première femme à accéder à un poste ministériel aux États-Unis. Harry Hopkins, l'un de ses plus proches conseillers, fut d'ailleurs l'un des architectes du New Deal. Il fut même considéré par la suite comme son éminence grise.

## Les grandes lignes duNew Deal

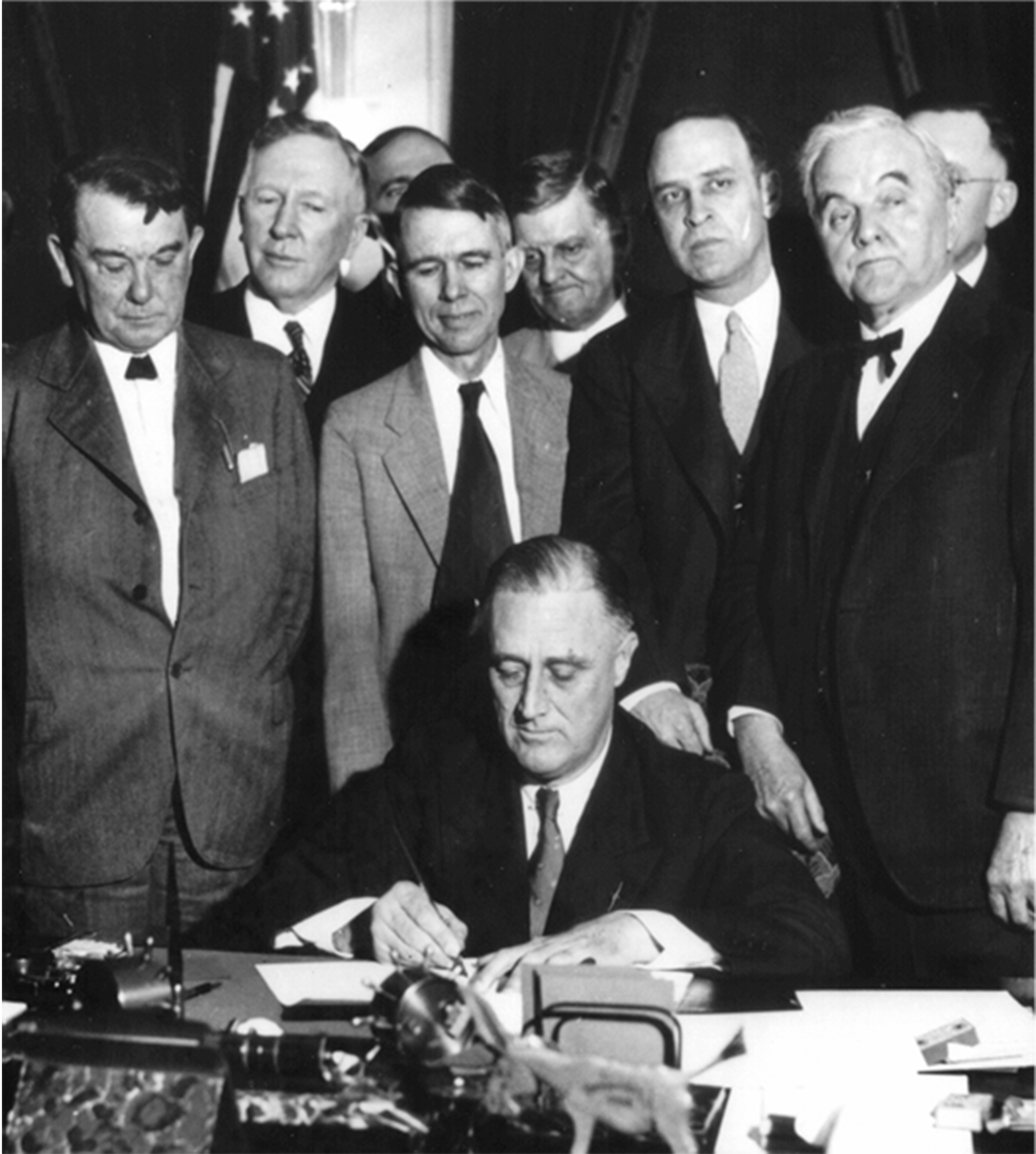
L'acte de signature du Tennessee Valley Authority Act par Roosevelt et ses conseillers en 1933.

Certains historiens distinguent deux ou trois New Deals. L'analyse qui privilégie deux New Deals considère que le premier correspond au premier mandat de Roosevelt (ce qui inclut les « Cent Jours » dans le premier New Deal) et que le second correspond à la période 1936-1938, durant le second mandat. Dans la seconde analyse qui distingue trois New Deals, le premier correspond aux « Cent Jours » (entre le 9 mars et le 16 juin 1933) et comprend un grand nombre de mesures en faveur de la monnaie et du système bancaire en général, de l'agriculture, de l'industrie et de la lutte contre le chômage. Le deuxième New Deal débuta en novembre 1934 et correspond à la période 1936-1937. Le troisième, qui n'est pas toujours considéré en tant que tel (on le rattache parfois simplement au second New Deal) est appliqué en 1937 et en 1938. Cependant, la politique de Roosevelt dans les années 1930 se caractérisa par plus de continuités que de ruptures radicales.

### Volontarisme et interventionnisme
Roosevelt remporta l'élection grâce à ses promesses de changement qui reposaient sur une politique volontariste et interventionniste. Ainsi, l'État fédéral joua un rôle essentiel dans le New Deal en mettant à la disposition des Américains de nombreuses agences, rattachées pour la plupart à des programmes aux natures et aux fonctions variées : les farmers bénéficièrent d'aides et de subventions conditionnées par une diminution de leur production, les entreprises furent sommées d'adopter un « code de bonne concurrence » afin de redynamiser le tissu industriel et de réduire la « concurrence destructrice ». Enfin, l'État s'attaqua également aux problèmes d'ordre social avec la question des retraites, des syndicats et surtout du chômage qui fut tout au long des années 1930 l'un des marqueurs les plus visibles de la crise. De nombreux programmes visant à créer des emplois furent ainsi lancés dès 1933, et les réformes s'enchaînèrent très rapidement. Le New Deal vit également l'apparition des premières formes d'État-providence aux États-Unis.

### Comment réguler l’économie?
Dans l’entourage de Roosevelt deux façons de réguler l’économie se sont en partie confrontées.
D’un côté « l’économie brandésienne » en honneur chez les juristes et intellectuels de l’Est. Louis Brandeis et Felix Frankfurter, un juriste formé à Harvard, en étaient les plus éminents représentants auprès de Roosevelt. L'économie brandésienne se méfiait des « projets grandioses des planificateurs » et préconisait « une stratégie rapide et souple permettant au gouvernement fédéral d’user de son autorité pour réformer les pratiques de la libre concurrence ». Louis Brandeis, son fondateur, avait été le conseiller de Woodrow Wilson et tous deux étaient tombés d’accord sur le fait que « la  concurrence pouvait et devait être maintenue dans toutes les branches de l’industrie privée ». Pour Brandeis, les règlementations devaient viser à maintenir la concurrence en limitant la taille des entreprises. D’une manière générale (selon Arthur Schlesinger) Brandeis estimait que « la centralisation affaiblissait la société en étouffant l’expérience et en concentrant en un point les talents nécessaires aux communautés ».
Rexford Tugwell, Adolf Augustus Berle, Hugh S. Johnson et Raymond Moley se situaient à l'opposé du courant précédent. Ils inspirèrent pour partie la doctrine du premier New Deal. Celle-ci insistait sur le fait qu’« on ne pouvait plus faire confiance à la libre concurrence pour sauvegarder les intérêts des groupes sociaux » et que « la stabilité résidait dans la fusion des entreprises et dans la coopération sous contrôle fédéral ». L’accent était davantage mis sur l’administration de l’économie que sur la production. Si Moley avait été influencé par Théodore Roosevelt, Tugwell avait lui subi l’influence d’un institutionnaliste, Simon Patten, qui avait été son professeur à Wharton School. Pour lui le dirigisme gouvernemental devait être plus poussé que pour Raymond Moley. Ce courant fut influent notamment à l’Agricultural Adjustment Administration (AAA) avec Rexford Tugwell et à la NRA qu’administra Hugh S. Johnson. Ces programmes, outre qu’ils étaient souvent en contradiction avec la vision du courant brandeisien, impliquaient également un certain repli protectionniste, ce qui amena l’opposition de Cordell Hull qui avait toujours été un partisan de l’ouverture économique et du libre-échange. L’influence des membres clés de ce courant décline assez vite. Raymond Moley quitte les sphères d’influence vers la mi-1933, Hugh S. Johnson la NRA en septembre 1934 pour rejoindre la Works Progress Administration, Rexford Tugwell devient en 1934 chef de la Resettlement Administration puis quitte en 1937 la sphère gouvernementale. Il occupera par la suite divers postes dont celui de gouverneur de Porto Rico de 1942 à 1946.

## Les «Cent Premiers Jours»

### Des réformes dans l'urgence

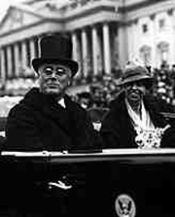
Le couple présidentiel, le jour de l'investiture de Roosevelt. Les réformes commencèrent dès le lendemain, le 5 mars 1933.

On fait souvent référence, pour parler de la période initiale du New Deal, aux « Cent Jours » qui ont correspondu à l'adoption de nombreuses lois liées à divers domaines de l'économie américaine. Conformément à la méthode empirique de Roosevelt, reposant sur les 3 R : « Relief, Recovery and Reform » (Aide Sociale, Reprise et Réforme), la plupart des mesures furent prises rapidement, pour parer au plus pressé. Ainsi, le lendemain de son Inauguration Day, célébré le 4 mars 1933, Roosevelt lança sa première mesure, et décida d'une fermeture exceptionnelle de toutes les banques du pays : ce fut le United States bank holiday. Le 9 mars, c'est-à-dire quatre jours plus tard, le Congrès fut appelé à siéger : la première loi proposée par son administration concernait les établissements bancaires ; rédigée dans la nuit, elle fut présentée au Congrès à midi et ratifiée le soir même, à 21 heures. Le 12 mars, Roosevelt s'adressa à la nation à la radio, dans le but d'expliciter sa politique et ses objectifs.
Partant de là, quinze autres lois furent votées au cours des « Cent Jours » qui constituèrent l'épisode le plus important du premier New Deal. Il s'agissait avant tout de projets plus ou moins improvisés visant à améliorer la situation à court terme. Les réformes concernèrent tous les secteurs, de l'agriculture à l'industrie, notamment par le biais de programmes de grands travaux. En parallèle, des projets de lutte contre le chômage virent le jour, comme la Civilian Conservation Corps qui mobilisa 250 000 jeunes. En définitive, deux millions de personnes y furent recrutées.

### Les réformes structurelles

#### Une réforme de fond du secteur bancaire et monétaire
Sa victoire écrasante aux élections présidentielles de 1932 mais également celle du Parti démocrate aux élections du Sénat et de la Chambre des représentants de la même année ainsi que la gravité de la crise permirent à Roosevelt et à son administration d’exercer une grande influence sur le Congrès durant les premiers mois de son mandat. Cela rendit facile et rapide l’adoption d’une série de mesures destinées à rétablir l’équilibre du système bancaire, du marché financier et à aider les chômeurs.

Le FDIC permettait d'assurer les dépôts des épargnants dans les banques dans la limite de 5000 dollars.

D'emblée, Roosevelt mit en cause les pratiques des hommes d'affaires et les banquiers dans une phrase restée célèbre : « Practices of the unscrupulous money changers stand indicted » : « Les pratiques des agents de change peu scrupuleux sont poursuivies en justice ». La mesure du United States bank holiday visait à rétablir la confiance, jusqu'à la ratification d'une nouvelle loi, l'Emergency Banking Act voté le 9 mars, qui imposa que seules soient rouvertes les banques ayant passé avec succès un examen de leur solvabilité, examen placé sous le contrôle du département du Trésor des États-Unis. Trois quarts des banques rouvrirent ainsi dans les trois jours qui suivirent l'adoption de la loi. Des milliards de dollars composés de monnaie et d'or tenus jusque-là cachés retournèrent alors dans les banques, permettant une stabilisation du système bancaire. Au cours de toute l'année 1933, plusieurs milliers de banques fermèrent leurs portes, et fusionnèrent pour donner naissance à de plus grands établissements (les dépositaires touchèrent ainsi environ 85 cents pour chaque dollar épargné). Dans le but de prévenir les crises futures, le gouvernement mit en place la Federal Deposit Insurance Corporation au mois de juin, ce qui permit d'assurer les dépôts des déposants dans la limite de 5 000 dollars. Le premier New Deal vit également la mise en place de la Securities and Exchange Commission, créée par le Securities Exchange Act, initié durant les « Cent Jours », la réforme jugée la plus importante de l'histoire boursière. Pour apaiser en partie le monde de la finance, Roosevelt nomma à la tête de la SEC Joseph Kennedy, un connaisseur de Wall Street.
Aux mois de mars et d'avril, dans une série de lois et d'ordres exécutifs, Roosevelt et le Congrès firent sortir le dollar de l'étalon-or, qui imposait que la Fed ne diminue pas les taux d'intérêt, et même au contraire qu'elle les augmente afin de protéger le dollar. Trois textes fondateurs participèrent à ce mouvement : l'Emergency Banking Act, l'Executive Order 6102 et le Glass-Steagall Act. Ces trois textes sont considérés par les conservateurs comme une atteinte au droit de propriété et comme des attaques importantes contre la constitution, : toute personne détenant une somme importante d'or fut ainsi sommée de l'échanger contre des dollars à un taux fixé. Passé un certain délai, le gouvernement put exiger la restitution de l'or sans contrepartie. En outre, l'or perdit son cours légal dans le règlement des créances et des dettes à la même époque. Les contrevenants se virent même parfois sanctionnés par des amendes. Dès lors, le dollar put fluctuer librement sur le marché des changes, sans contrepartie en or. Ce n'est qu'en 1934 que l'or redevint convertible, à un prix nettement inférieur au précédent. Globalement, les marchés réagirent bien à l'abandon du Gold Standard (l'étalon-or), même s'il ne devait être que provisoire au départ.
Le point bas économique de la crise fut atteint en mars 1933 (le moment à partir duquel le PIB commence à reprendre sa tendance haussière). L'historien Broadus Mitchell (en) note ainsi que la plupart des indices indiquent une aggravation de la situation jusqu'à l'été 1932 qui peut être considéré comme le point bas de la crise, sur le plan économique comme psychologique. Les indicateurs économiques indiquent un point bas au cours des premiers jours de mars 1933, avant que ne débute une reprise rapide.

#### L’Agricultural Adjustment Act(A.A.A.)
Sur les recommandations d’Henry Wallace, l’administration Roosevelt entreprit également de protéger les agriculteurs contre les aléas du marché en distribuant des subventions fédérales et en contrôlant la production via l’AAA, dont un des architectes fut Rexford Tugwell. Le 12 mai 1933, l’Agricultural Adjustment Act entra en vigueur. On décida ainsi de réduire la production pour faire remonter les cours agricoles selon le schéma simple de la loi de l'offre et de la demande. Pour cela une grande partie des récoltes et des réserves furent détruites ou laissées en friche, et la réduction des surfaces cultivées fut encouragée par une politique d'indemnisation, financée notamment par l'ajout de taxes appliquées au circuit de traitement de la nourriture. Les premiers résultats, observés au bout de trois ans, furent encourageants, puisque le revenu des agriculteurs augmenta. Aussi, l’interventionnisme étatique dans le secteur primaire fut amorcé. Mais malgré cette mesure, les prix agricoles n'augmentèrent que très légèrement, et la hausse constatée des revenus des agriculteurs ne résulta pour une large part que des subventions accordées par le gouvernement fédéral. En parallèle, Roosevelt s'attaqua au problème de l'endettement alors que 15 millions d'agriculteurs américains étaient proches de la ruine. Les dettes des farmers furent ainsi rééchelonnées (en baissant les sommes payées à la fin de chaque période et en augmentant le nombre de périodes) via le Farm Credit Act, 16 juin 1933, ce qui permit de donner du pouvoir d'achat à environ 30 millions d'américains.
Le bien-fondé de ce type de politique, qui allait jusqu'à subventionner les agriculteurs acceptant de brûler tout ou partie de leurs récoltes, fut cependant contesté par certains économistes libéraux[Qui ?], qui considéraient que dans le but d'atteindre un objectif en termes d'emplois, et de prix, le gouvernement effectuait une destruction effective de richesse, dont les contreparties furent, à leur sens, insuffisantes pour la justifier. Certains historiens tels Cushing Barry rapportèrent plus tard que les consommateurs ne supportèrent pas la hausse des prix, et la politique de limitation de production forcée. Un sondage du Washington Post rapporta même que la majorité des Américains étaient opposés à l'AAA.

#### LeNational Industrial Recovery Act(NIRA)

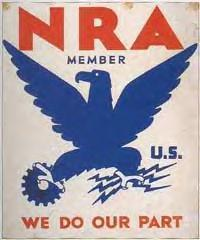
Blue Eagle, NIRA.

En matière industrielle, le National Industrial Recovery Act (« loi de redressement industriel national ») fut approuvé par le Congrès en 1933, pour instaurer deux types de réformes. D'une part, il encouragea les industriels à signer des codes de concurrence loyale, et d'autre part, il accorda aux ouvriers la liberté de se syndiquer et de négocier des conventions collectives. La loi créa en même temps un organisme de régulation, la National Recovery Administration ou NRA, qui encouragea l'adhésion des sociétés. Les firmes qui suivirent volontairement ce code avaient la possibilité d'afficher un logo en forme d'aigle bleu (Blue Eagle), symbole de leur adhésion au programme. La NRA contribua également à créer des emplois afin de lutter contre le chômage.
Le NRA fut fortement soutenu par de nombreux hommes d'affaires de premier plan, qui participèrent même pour certains à sa rédaction. Gerard Swope (en), le patron de General Electric, fut d'ailleurs l'un des premiers défenseurs de la loi, qui légalisa les cartels et encouragea le gouvernement à entreprendre de nombreux travaux publics. Ces dépenses accrues visaient au retour de la prospérité et des profits pour GE comme les autres entreprises. Harry Harriman, président de la United States Chamber of Commerce, fervent supporter de la mesure expliqua qu'il s'agissait de l'un des pas les plus importants vers la réhabilitation des affaires. Au contraire, l'association nationale des fabricants (National Association of Manufacturers) s'opposa vivement au projet. Henry Ford devint ainsi l'un de ses principaux détracteurs par la suite,.
La National Recovery Administration avait quant à elle pour mission de stabiliser les prix et les salaires en coopérant avec les entreprises et les syndicats. Elle fut administrée dans un premier temps par Hugh S. Johnson. Ensuite, elle créa la Public Works Administration (PWA), qui devait contrôler la mise en œuvre de la politique de grands travaux publics. Toutes ces dispositions furent saluées par le patronat et les syndicats ; elles furent populaires pour l'ensemble des Américains.

### La politique de relance et d'aide sociale

#### L'action budgétaire
Deux autres initiatives législatives majeures furent prises par Roosevelt au cours des « Cent Jours ». La première fut une loi, l’Economy Act, conçue par le directeur du Bureau du budget, Lewis Douglas. Elle fut approuvée le 14 mars 1933. La loi, qui considérait deux budgets différents, le budget régulier, et le budget d'urgence imposait d'équilibrer le budget régulier, en réduisant notamment le salaire des fonctionnaires, et en diminuant les retraites des vétérans de 40 %. La seconde initiative fut quant à elle une révision constitutionnelle, relative à la Prohibition, imposée aux États-Unis par le dix-huitième amendement en 1919. Le 22 mars 1933, la loi Volstead (Volstead Act) sur la prohibition de l'alcool fut ainsi abrogée : le 21e amendement de la Constitution, approuvé au Congrès annula donc la prohibition de l’alcool.

#### Les premiers programmes de lutte contre le chômage

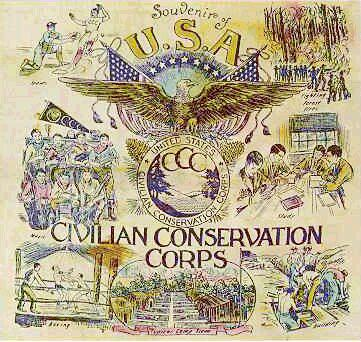
Logo de la Civilian Conservation Corps, qui remit des centaines de milliers de jeunes américains au travail.

La lutte contre le chômage mobilisa également l'administration Roosevelt dès les mois qui suivirent son entrée en fonction. Roosevelt s'intéressa dans un premier temps à la question des chômeurs les plus nécessiteux : il créa ainsi la Federal Emergency Relief Administration (FERA) qui permit de soutenir financièrement les programmes d'aide aux chômeurs des divers États. Mais Roosevelt pensait que pour redonner confiance aux Américains, il ne fallait pas se contenter de simples aides sans contreparties mais les remettre au travail.
Plusieurs programmes virent ainsi rapidement le jour. Conscient du fait que les jeunes représentaient potentiellement de futurs propriétaires et que leur propension à tomber dans la délinquance ou la pauvreté était plus élevée, Roosevelt créa la Civilian Conservation Corps (« Corps Civil de Protection de l'environnement »), financée par des bons du Trésor, le 31 mars 1933,. Elle permit, grâce à des travaux de reboisement, de lutte contre l'érosion et les inondations, l'embauche de milliers de jeunes chômeurs dans tout le pays : 250 000 emplois furent créés pour les 18-25 ans, et en huit ans, le CCC garantit un salaire mensuel de 30 dollars à près de deux millions de jeunes hommes.
De même, les premiers programmes de grands travaux virent également le jour en 1933. Le plus célèbre, la Tennessee Valley Authority (TVA), s'employa à la construction de barrages en vue d’aménager le territoire de la vallée du Tennessee, à limiter les inondations, à augmenter la production hydroélectrique tout en fournissant des emplois aux chômeurs. Il visait également à rendre plus attractive cette zone des États-Unis en pleine déprise. Ce programme concerna finalement sept États.

### Le bilan des Cent Jours

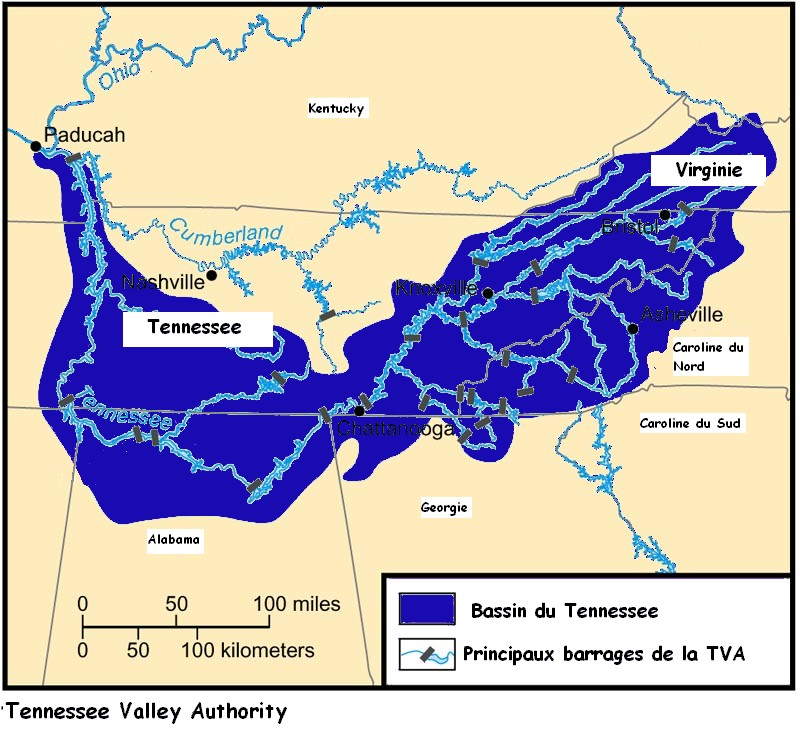
Carte des barrages de la TVA

Les « Cent Jours » furent caractérisés par d'importantes dépenses budgétaires engagées dans les divers programmes gouvernementaux. Dès 1931, le budget fédéral était déficitaire du fait des réformes de Herbert Hoover. Cependant, il ne retrouva pas l'équilibre pendant toute la durée du New Deal. En 1933, le budget afficha ainsi un déficit de 1,3 milliard de dollars. Au demeurant, le premier New Deal ne fut pas le plus coûteux : en 1936, le déficit atteignit 3,5 milliards de dollars.
Les Cent Jours ont essentiellement reposé sur des mesures d'urgence, visant à réaliser deux objectifs ambitieux : la reprise économique d'une part et un retour à la confiance de la population américaine d'autre part. L'objectif de reprise économique n'a été que très sommairement atteint. En effet, du fait de résistances nombreuses de la part d'une partie du patronat ainsi que de certains fermiers en dépit des mesures qui leur ont été accordées, la reprise fut très lente. D'autre part, le chômage se maintient à un niveau très élevé et concernait toujours 24,9 % de la population en 1933. En revanche, ce premier New Deal fut une réussite sur le plan populaire et pour le retour de la confiance : l'assainissement de la situation bancaire permit aux Américains de déposer à nouveau leur épargne dans les banques. D'autre part Roosevelt bénéficia d'un véritable « état de grâce », au Congrès d'une part, mais également auprès de la presse qui soutint son action.
Ce bilan en demi-teinte provoqua malgré tout des mécontentements, surtout quelques mois après la fin du premier bloc de réformes, début 1934. La contestation toucha même le camp démocrate, où les partisans originels du New Deal montrèrent des signes d'impatience. Ainsi, le sénateur démocrate de Louisiane Huey Long regroupa les mécontents du Sud et du Midwest et lance le mouvement Share our Wealth pour contrer Roosevelt. Dans la banlieue de Détroit, Charles Coughlin, prêtre catholique, connu pour son influence à la radio avec 40 millions d'auditeurs utilisa un discours démagogique et fonda son propre mouvement politique, profondément anti-New Deal et xénophobe. Ce furent ensuite les milieux d'affaires, composés d'industriels capitalistes comme de démocrates parmi les plus conservateurs qui accusèrent Roosevelt de défendre un programme socialiste.
Le président ne désarma pas pour autant. Les élections législatives de 1934 renforcèrent au contraire la majorité démocrate, et le confortèrent dans ses options. L'accent fut cette fois-ci plus mis sur la satisfaction des mécontents, mais la volonté de rechercher des solutions demeura. Le second New Deal mit en conséquence davantage l'accent sur l'aspect social.

## De la politique économique à la politique sociale: d'unNew Dealà l'autre
Alors que les cent premiers jours virent la mise en place de mesures visant à la stabilisation de l'économie américaine qui toucha son point bas en 1932, les diverses mesures mises en place au cours de la fin du premier New Deal (fin juin 1933, 1934) puis au cours du second New Deal correspondirent davantage à la volonté de redonner confiance au peuple américain, frappé notamment par le chômage. C'est donc à partir de ce moment qu'apparurent les premiers programmes nationaux de lutte contre le chômage, et que se mirent progressivement en place les bases de l'interventionnisme de l'État notamment en matière de retraites, de conditions de travail avec en particulier l'élargissement des prérogatives syndicales, et enfin en matière d'aide sociale pour venir en aide aux plus démunis. L'aspect économique du New Deal céda ainsi progressivement sa place à la question sociale.
Cependant, cette nouvelle priorité donnée à la population américaine victime de la crise s'accompagna d'une volonté de stabiliser et de consolider les systèmes bancaires (dépôts et crédits) et monétaires dans le prolongement des réformes profondes qui marquèrent les « Cent Jours ». Les moyens qui furent mis en place pour accomplir cet objectif jouèrent un rôle essentiel dans la fin de la Grande Dépression.

### Les grands programmes de lutte contre le chômage
Les cent premiers jours virent déjà la mise en place des premiers programmes en faveur de l'emploi, et visant à réduire les taux de chômage. Ainsi, la Federal Emergency Relief Administration issue de la RFC ou la Civilian Conservation Corps permirent la création d'emplois, mais dans des proportions limitées du fait du nombre limité de personnes auxquels elles s'adressaient, comme les 18-25 ans dans le cadre de la CCC.

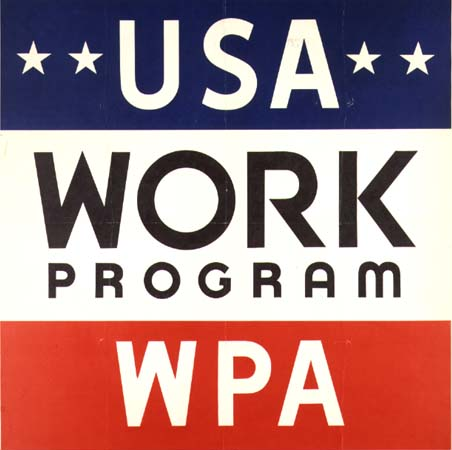
La Works Progress Administration, créée en 1935, est rapidement devenue l'une des principales agences du 'New Deal' en matière d'emploi.

Mais dès la mise en place de cette politique de lutte contre le chômage, des problèmes apparurent. Le premier tenait au budget accordé aux différentes instances gouvernementales consacrées à l'emploi, comme celui de la FERA, dirigée par Harry Hopkins. En effet, alors que le budget de la Public Works Administration de Harold Ickes, destinée au renouveau industriel s'élevait à 3,3 milliards de dollars (soit 5,9 % du PIB américain de l'époque), celui de l'agence de Hopkins était beaucoup plus faible, malgré des objectifs d'importance similaire. Hopkins incita alors Roosevelt à créer une agence lui permettant d'engager directement des chômeurs. C'est dans ce contexte que naquit la Civil Works Administration le 8 novembre 1933, avec pour objectif de fournir des emplois à quatre millions d'Américains. L'objectif fut atteint dès janvier 1934. Hopkins réalisa ainsi son souhait de redonner de la valeur à l'aide sociale par le travail.
Malgré les résultats très positifs de ces programmes, le président Roosevelt s'inquiéta des dépenses croissantes des États et des gouvernements locaux, et il décida de démanteler progressivement la CWA. Mais il ne renonça pas pour autant au rôle du travail dans la distribution de l'aide sociale, surtout face aux critiques de la population selon lesquelles une aide sociale limitée dans le temps était encore pire que pas d'aide du tout. Voyant fin 1934 que le spectre de la dépression était encore présent, Roosevelt demanda à son administration de concevoir un nouveau plan d'aide sociale par le travail. Au printemps 1935, Emergency Relief Appropriation Act (en) accorda 5 milliards de dollars au gouvernement pour mettre en œuvre de nouveaux projets. C'est ainsi que naquit le 6 mai la Works Progress Administration, qui prit le relai de la FERA, et succéda avec succès à la Civil Works Administration, devenant ainsi l'une des agences clés du New Deal.

### Deux nouveautés: les libertés syndicales et la reconnaissance du consommateur

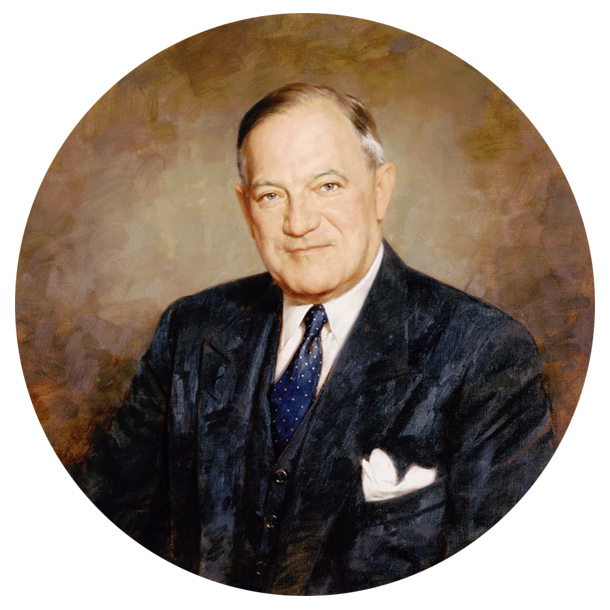
Robert Wagner fut un artisan de la mise en place des libertés syndicales. Il donna son nom au célèbre Wagner Act, signé en juillet 1935.

La mise en place des syndicats se heurta à la réticence des milieux d'affaires, et des dirigeants des entreprises. Pour cette raison, en 1934, des grèves éclatèrent dans de nombreuses entreprises pour protester contre le refus des patrons de reconnaître les syndicats, ralentissant ainsi l'activité dans les villes. Les entreprises utilisèrent divers moyens pour intimider leurs employés, comme l'espionnage ou les menaces sur leur emploi. Pour régler les litiges à ce propos, Roosevelt décida en 1934 de la création du National Labor Relations Board à la suite de l'adoption du National Labor Relations Act.
Dès 1934, des représentants syndicaux de premier plan tels que John Lewis, président de l'United Mine Workers of America n'hésitèrent pas à annoncer : « Le président veut que vous rejoigniez un syndicat ». Cependant, Roosevelt n'apprécia pas d'être placé en opposition aux chefs d'entreprise, qui devaient permettre la reconstruction du pays. Le sénateur Robert Wagner se manifesta ensuite comme un pionnier des libertés syndicales aux États-Unis, lors de la rédaction d'une loi prônant un National Labor Relations Board permanent, censé empêcher les intimidations d'une part, et les syndicats d'entreprise d'autre part. C'est ainsi qu'en juillet 1935, peu de temps après l'abrogation par la cour suprême des États-Unis du National Industrial Recovery Act, le Wagner Act fut approuvé, reprenant une partie du texte du NRA, tout en réalisant l'objectif de l'administration Roosevelt de contrebalancer les pouvoirs entre les employés et leurs employeurs.
Dès lors, Roosevelt souhaita que les employés rejoignent un syndicat. Rapidement, les taux de syndicalisation augmentèrent : ils passèrent de 9 % en 1930 à plus de 33 % en 1940 dans l'industrie manufacturière, et de 51 % en 1930 à plus de 75 % en 1940 dans les industries minières. Dans les autres secteurs, les chiffres furent similaires. Cette expérience fut suivie de près en France par Célestin Bouglé alors sous-directeur de l'École normale supérieure qui demanda à Robert Marjolin, futur commissaire au Plan, un rapport sur l'évolution du syndicalisme aux États-Unis.
Les politiques fédérales se penchèrent également sur la situation du consommateur, avec la création d'un Consumer's Advisory Board, chargé de recueillir les plaintes des consommateurs, contre les prix élevés et les produits de mauvaise qualité. Un « Guide du consommateur » (Consumer's Guide) vit rapidement le jour, pour fixer un prix théorique des biens de consommation de base, et permettre aux acheteurs de signaler les écarts de prix entre les prix théoriques et les prix appliqués dans la réalité. Le mouvement des consommateurs contribua ainsi également dans une moindre mesure à contrebalancer l'influence du patronat. Rexford Tugwell poussa à l'adoption de normes sanitaires et à la lutte contre les produits dangereux.

### La question des retraites et de l'aide sociale
La redistribution des richesses figurait parmi l'une des priorités de Roosevelt. Cependant, il n'utilisa pas l'État comme moyen principal pour réaliser cette redistribution. À la même époque, dans d'autres pays que les États-Unis, de tradition plus interventionniste, l'impôt sur les plus grosses fortunes constituait l'un des moyens les plus directs de partage des richesses. Mais malgré le caractère direct de l'intervention, Roosevelt refusa de l'utiliser, au profit d'un impôt créé par Hoover en 1932, qui ajoutait des taxes de fonctionnement de l'AAA payées par les producteurs aux impôts régressifs sur l'alcool et les autres biens considérés comme conduisant à la luxure ou au vice. Malheureusement, cette mesure devint un fardeau pour les Américains les plus démunis. Par la suite, l'administration Roosevelt chercha un moyen de redistribuer les richesses sans passer par la politique fiscale.

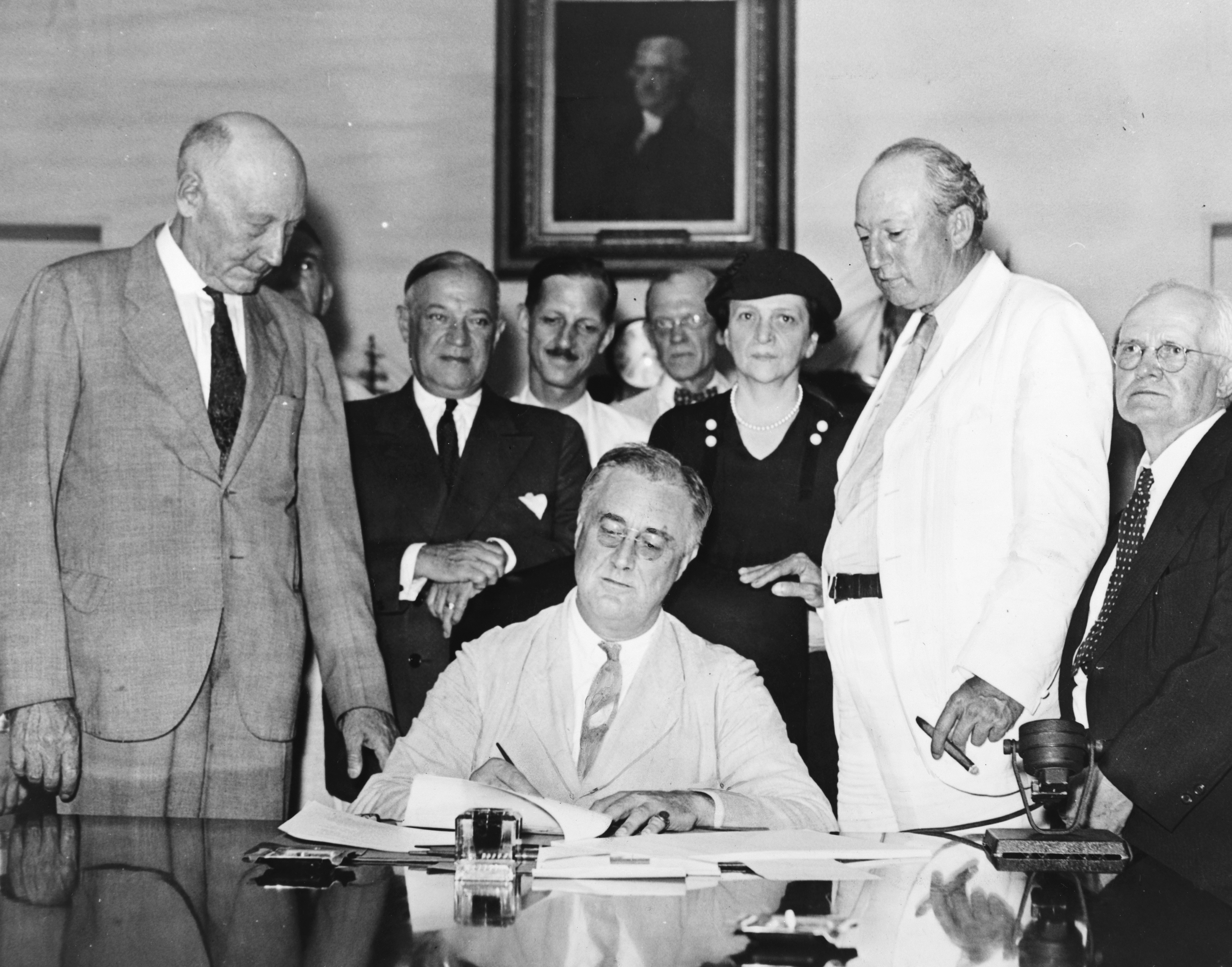
Le président Roosevelt et ses collaborateurs lors de la signature du Social Security Act, le 14 août 1935.

En marge de la formation des associations de consommateurs, le gouvernement souhaitait garantir à la population américaine une certaine indépendance, et des moyens de se prémunir contre des diminutions brutales des revenus, soit à court terme du fait du chômage cyclique, ou permanentes, du fait d'un handicap ou de la vieillesse. Dans un premier temps, Roosevelt décida de créer une « Commission de Sécurité Économique » (Committee on Economic Security) chargée d'esquisser les plans d'une sécurité sociale. Le CES prônait dans un rapport envoyé à Roosevelt un système de retraite payé dans un premier temps par les futurs retraités, puis progressivement par les revenus du Trésor américain. Mais Roosevelt était opposé à ce principe qui ne constituait selon ses propos qu'une variante de la dole britannique. Il souhaitait au contraire un système que les employeurs et les employés financeraient par un prélèvement sur leur feuille de paie, et où l'État n'interviendrait donc pas. Mais face aux nombreuses critiques qui s'élevèrent contre le projet, notamment du fait de la situation instable de l'emploi qui rendait illusoire un prélèvement stable sur l'ensemble de la masse salariale, Roosevelt et son administration opérèrent quelques changements, en s'inspirant des systèmes déjà expérimentés dans d'autres pays, avec notamment comme priorité de couvrir un nombre plus élevé d'Américains(comme le système de retraite par répartition qui permet plus de justice sociale que le système par capitalisation).
Le texte clé de cette période fut le Social Security Act approuvé le 14 août 1935. Il établit un système de protection sociale au niveau fédéral : retraite pour les plus de 65 ans, assurance-chômage et aides diverses pour les handicapés, la maladie et l'invalidité n'étant pas couvertes. Les aveugles et les enfants handicapés reçurent des aides financées par des subventions fédérales accordées aux États. Le New Deal posa ainsi les bases de l’État-providence (Welfare State en anglais). Progressivement, le système de Welfare State couvrit une part plus large de la population, notamment grâce aux amendements de 1939 puis 1950, mais au départ, il resta cantonné aux limites initialement imposées par Roosevelt.
Aux États-Unis, le système des retraites par répartition (en anglais Social Security) fut ainsi initié pendant le New Deal des années 1930, dans le but de protéger les personnes âgées contre la misère. En 2005, ce système donnait toujours plus de la moitié de leurs revenus aux deux tiers des retraités du pays.

## Vers la fin duNew Deal

### La montée des contestations
Dès 1934, les premières contestations émergèrent. Contre Roosevelt en premier lieu, accusé d'une part de faire preuve de conservatisme notamment en matière fiscale, en dépit de sa propension à expérimenter, et de vouloir trouver un contrepoids au pouvoir des milieux d'affaires et du patronat d'autre part. Roosevelt fut aussi critiqué lorsqu'il promit de faire la guerre « Aux princes privilégiés de ces nouvelles dynasties économiques ». Il se vit ainsi accusé de trahir « sa classe », et bien qu'il ait toujours défendu le capitalisme américain comme la base de la reprise, il n'obtint qu'un soutien partiel et limité du milieu d'affaires, dont il était pourtant lui-même issu.
Roosevelt se trouva également dès 1934 confronté à la « question raciale » étant donné que les démocrates ne pouvaient se passer du vote des ségrégationnistes blancs des États du Sud dans l'optique d'une réélection. Pourtant, certains collaborateurs du New Deal se préoccupèrent dans le même temps de la situation des minorités, soutenues entre autres par la femme du président, Eleanor Roosevelt, qui défendait les intérêts d'associations de défense des droits des Noirs telles que la NAACP. Une contestation se développa ainsi, dans les États du Sud qui se sentirent lésés, notamment au travers de l’American Liberty League, créée dans le but d'« éduquer le peuple au caractère gratifiant d'encourager les gens à travailler ».
En 1935, Roosevelt dut faire face à un autre opposant, la Cour suprême, qui invalida plusieurs mesures, plaçant ainsi le gouvernement dans une situation difficile. C'est ainsi que la NRA fut condamnée à l'unanimité des neuf juges, qui estimèrent que les codes de concurrence loyale allaient à l'encontre des dispositions commerciales de la Constitution. En janvier 1936, ce fut au tour de l'AAA d'être invalidée pour avoir créé une taxe illégale en faveur des fermiers. Malgré ces difficultés, l'administration Roosevelt continua de faire approuver des lois comme le Wagner Act qui compensèrent une partie du NRA. Roosevelt, témoin d'une situation de plus en plus tendue entre le Congrès et les États qui réclamaient davantage d'autorité, décida de ne plus annoncer publiquement son action politique. Alors que les républicains firent campagne en soutenant le Congrès, Roosevelt fit appel, lors d'un discours prononcé le 31 octobre au Madison Square Garden à ceux qui l'avaient soutenu en 1932, et qui continuaient de le soutenir. Lors de l'élection présidentielle, la victoire de Roosevelt fut écrasante puisqu'il remporta le vote de 46 États sur 48, avec un écart de 11 millions de voix, contredisant tous les sondages et les prévisions de la presse. Cela indiqua un fort soutien populaire à la politique de New Deal, ce qui se traduisit par une majorité démocrate dans les deux Chambres du Congrès. Grâce à une réforme de la Cour suprême, Roosevelt parvint à obtenir davantage de soutien, la Cour réaffirmant son appui pour le Wagner Act puis le Social Security Act.

### Les critiques croissantes de la presse

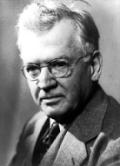
John T. Flynn critiqua vivement l'administration Roosevelt et son 'New Deal' dans son livre The Roosevelt Myth.

Les historiens de gauche et de droite ont en général été déçus par le deuxième mandat de Roosevelt. De nombreux journalistes, provenant d'horizons politiques divers, ont ainsi pris position contre les réformes du New Deal. Parmi ces auteurs, on peut dans un premier temps citer ceux de droite, comme John T. Flynn. En effet, en 1948, Flynn rédigea un livre, The Roosevelt Myth (« Le Mythe Roosevelt ») relatant les mandats présidentiels de Roosevelt, de 1932 à sa mort en 1945. Flynn était vivement opposé au New Deal, qu'il qualifia même en 1943 de « forme dégénérée de socialisme, et de forme biaisée du capitalisme ». D'autre part, il considérait que Roosevelt et son administration bénéficiaient d'une image héroïque trompeuse, véhiculée par la presse, la radio et la télévision. Son œuvre, qui fut révisée en 1956, visait donc selon ses propres dires à présenter Franklin Delano Roosevelt tel qu'il fut vraiment de 1932 à 1945. Flynn dénonça ainsi une tendance « dictatoriale » et « socialiste » de Roosevelt.
D’autres journalistes comme Homer Simpson ont au contraire trouvé le New Deal trop conservateur. Ainsi, dans les années 1960, la nouvelle gauche américaine se révéla très critique envers la politique de Roosevelt : Barton J. Bernstein, en 1968, fit la liste des occasions manquées et des solutions inadéquates aux problèmes économiques et sociaux des années 1930. Paul K. Conkin dans The New Deal (1967) dénonça une politique favorable aux patrons. Howard Zinn, dans un essai de 1966, reprocha au New Deal d’avoir préservé le capitalisme aux États-Unis.
Dans un autre registre, les journalistes libertariens Garet Garrett et Henry Hazlitt comptèrent parmi les principaux critiques du New Deal. En effet, Garrett, dans la lignée du libertarianisme, considérait que toute personne était responsable de sa propre existence, et qu'aucun humain ne pouvait espérer déléguer sa liberté aux autres, au travers par exemple de systèmes contraints de distribution de richesse tels que le socialisme ou le communisme. Il considérait ainsi qu'en échangeant leur autonomie et leur responsabilité contre des programmes socialistes, les Américains renonçaient à leur droit inaliénable à la liberté. Pour cette raison, il publia de 1933 à 1940 dans les colonnes du Saturday Evening Post des articles remettant en cause les choix du président. L'ensemble de ces articles fut par la suite rassemblé dans un recueil nommé Salvos against the New Deal: Selections from the Saturday Evening Post: 1933-1940.

### 1937: une nouvelle récession
Malgré la réforme de la Cour Suprême, le camp démocrate se divisa au cours de l'année 1937, alors que le pays connaissait sa première récession depuis le point bas de 1932, ce qui mit en péril la crédibilité du New Deal. Plusieurs positions se confrontèrent alors : les milieux d'affaires accusèrent l'administration Roosevelt de les empêcher de réaliser des investissements productifs, et de pénaliser l'activité du fait des taxes de sécurité sociale, effectives à partir de 1937. Inversement, les partisans du New Deal dénoncèrent une « grève du capital » menée par les milieux d'affaires pour discréditer le New Deal, et s'en prirent également à Roosevelt, qui du fait de son conservatisme fiscal, prit la décision de réduire certaines dépenses de travaux publics, pour équilibrer le budget, provoquant ainsi une recrudescence du chômage.
Dans une lettre privée adressée au président le 1er février 1938, soit deux ans après la parution de la Théorie générale de l'emploi, de l'intérêt et de la monnaie, John Maynard Keynes suggéra à Roosevelt de considérer toutes les critiques qu'il reçut comme valables. Keynes expliqua ainsi que la diminution des dépenses publiques était une erreur, et qu'il était nécessaire de stimuler les entreprises du secteur privé afin de faciliter la reprise. Conformément à ces principes, Roosevelt réclama donc une reprise des dépenses publiques dès le printemps 1938. Trois milliards de dollars de fonds furent débloqués à cette fin. Mais Roosevelt fut affaibli par la récession, et le litige avec la Cour Suprême. La dernière grande loi du New Deal, le Fair Labor Standards Act, interdisant le travail des enfants et instituant un salaire minimal fut votée cette même année. Par la suite, aucun autre texte de loi majeur ne fut ratifié au Congrès, et le New Deal céda progressivement la place à un autre objectif : la guerre.

### Les nouvelles priorités de Roosevelt

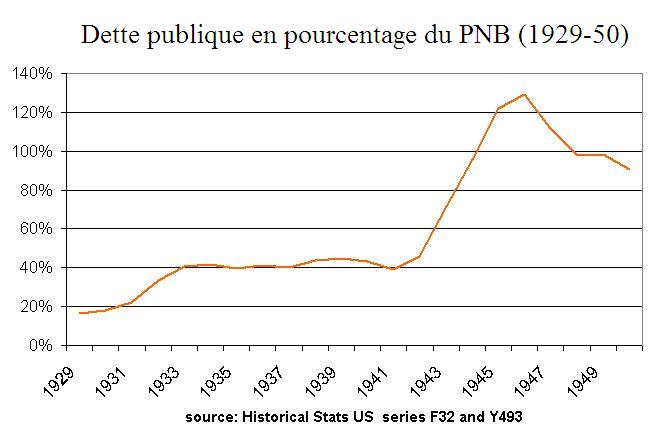
L'évolution de la dette publique traduit le passage vers une économie de guerre dès 1941, et de façon plus marquée à partir de 1943. Pendant le 'New Deal' (1933-1938), la dette est restée stable.

En novembre 1938, c'est-à-dire quelques mois après la signature du Fair Labor Standards Act, Roosevelt expliqua lors d'un entretien privé avec son secrétaire au Trésor, Henry Morgenthau, que la guerre qui se profilait en Europe pouvait être bénéfique aux États-Unis en général, et aux démocrates politiquement parlant. À cette même époque, Roosevelt commença à envisager les moyens de construire la puissance militaire américaine pour dissuader les autres pays, tout en évitant d'avoir à négocier avec Hitler. Malgré des élections difficiles pour son parti, Roosevelt fut réélu pour un troisième mandat en 1940, et déclara devant la presse qu'il n'appréciait plus le terme de New Deal, ni son surnom de « Docteur New Deal », étant donné que bien qu'il ait soigné son pays de nombreux maux, les États-Unis encouraient de nouveaux risques. Il déclara ainsi que son partenaire « Docteur Gagne-La-Guerre » allait prendre la relève.
La fin du New Deal fut manifeste dans l'évolution des dépenses budgétaires, qui traduisirent clairement la transition vers une économie de guerre. En 1943, la Civilian Conservation Corps, la Work Projects Administration et d'autres agences du New Deal furent supprimées. Dans le même temps, les dépenses budgétaires passèrent de 8 % en 1938 à 40 % en 1943. Finalement, il fallut attendre 1943 pour que le chômage tombe sous son niveau de 1929, à un moment où le New Deal n'était plus la priorité.
Malgré tout, les idées du New Deal ne disparurent pas totalement avec la Seconde Guerre mondiale, et dès 1944, Roosevelt réaffirma que la liberté individuelle ne pouvait exister sans une certaine sécurité économique. Il conçut même un second Bill of Rights garantissant des bases nouvelles de prospérité et de sécurité pour tous, quelles que soient leur condition, leur race ou leurs croyances. Parmi ces droits, où figuraient la sécurité contre les aléas de la conjoncture économique, le droit à l'emploi, des prix de produits agricoles corrects, ou encore le droit à un salaire décent, la plupart étaient des priorités du New Deal.

## Bilan
Il n’y a aucune preuve que le New Deal ait eu une quelconque efficacité dans la lutte contre la crise, qui perdura jusqu’à ce que l’Amérique mobilise son économie pour la Seconde Guerre mondiale. Son succès est en revanche indéniable sur le plan social. La politique menée par le président Franklin Roosevelt a changé le pays par des réformes et non par la révolution. D'autre part, les programmes du New Deal étaient ouvertement expérimentaux, manifestement perfectibles, et étant donné les coûts de ce processus, un programme de changement plus complet aurait pu y être préféré, cependant, le caractère imparfait du New Deal a permis une critique constructive et une réflexion plus poussée qui a ouvert la voie à une amélioration de la démocratie américaine, dans les années qui ont suivi, et qui perdure de nos jours. En matière syndicale, l'adoption du Wagner Act a permis de faire des syndicats de groupes puissants.

### Succès politique et social

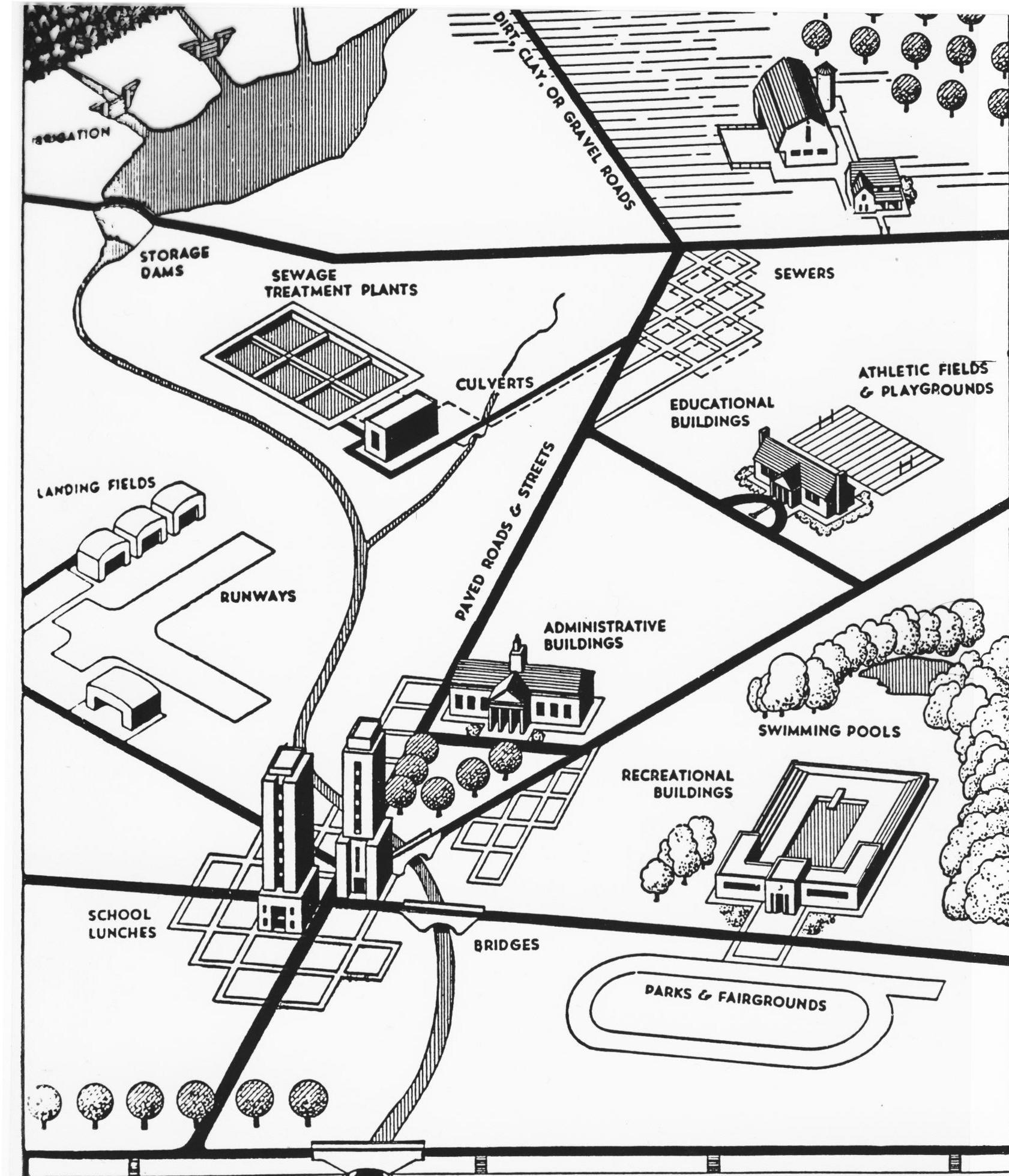
Affiche de 1940 montrant les projets de la Works Projects Administration. On peut y voir des égouts, des piscines, des bâtiments administratifs, des aéroports, des métros ou encore des écoles. Il s'agit de l'une des agences les plus efficaces du programme du 'New Deal'.

Sur le plan politique, le pouvoir exécutif et le cabinet présidentiel ont renforcé leur influence, sans pour autant faire basculer le pays dans la dictature. Roosevelt a su instaurer un lien direct avec le peuple, par les nombreuses conférences de presse qu'il a tenues, mais aussi par l'utilisation de la radio dans ses célèbres « Causeries au coin du feu », et ses nombreux déplacements. Le New Deal a permis une démocratisation (généralisation) de la culture et la réconciliation des artistes avec la société. L'esprit du New Deal a imprégné le pays : le cinéma et la littérature s'intéressent davantage aux pauvres et aux problèmes sociaux. La Works Projects Administration (1935) est parvenue à mettre en route de nombreux projets dans le domaine des arts et de la littérature, en particulier avec les cinq programmes du fameux Federal One, en faveur des artistes. La WPA a ainsi permis la réalisation de 1 566 peintures nouvelles, 17 744 sculptures, 108 099 peintures à l’huile et de développer l'enseignement artistique. Mais même dans ce domaine, le bilan est à nuancer : si les artistes américains ont été soutenus par des fonds publics et ont acquis une reconnaissance nationale, cette politique culturelle a été interrompue par la Seconde Guerre mondiale puis la mort de Roosevelt en 1945. Du point de vue des agences du New Deal, on peut aussi citer la Public Works Administration, qui a dépensé 13 milliards de dollars en 1942, et employé jusqu'à 3,5 millions de chômeurs en 1938 En ce qui concerne les travaux publics réalisés, on peut citer entre autres 285 aéroports, 1 million de kilomètres de routes, 77 000 ponts, 122 000 bâtiments publics en l'espace de sept ans.

### Échec relatif en matière économique

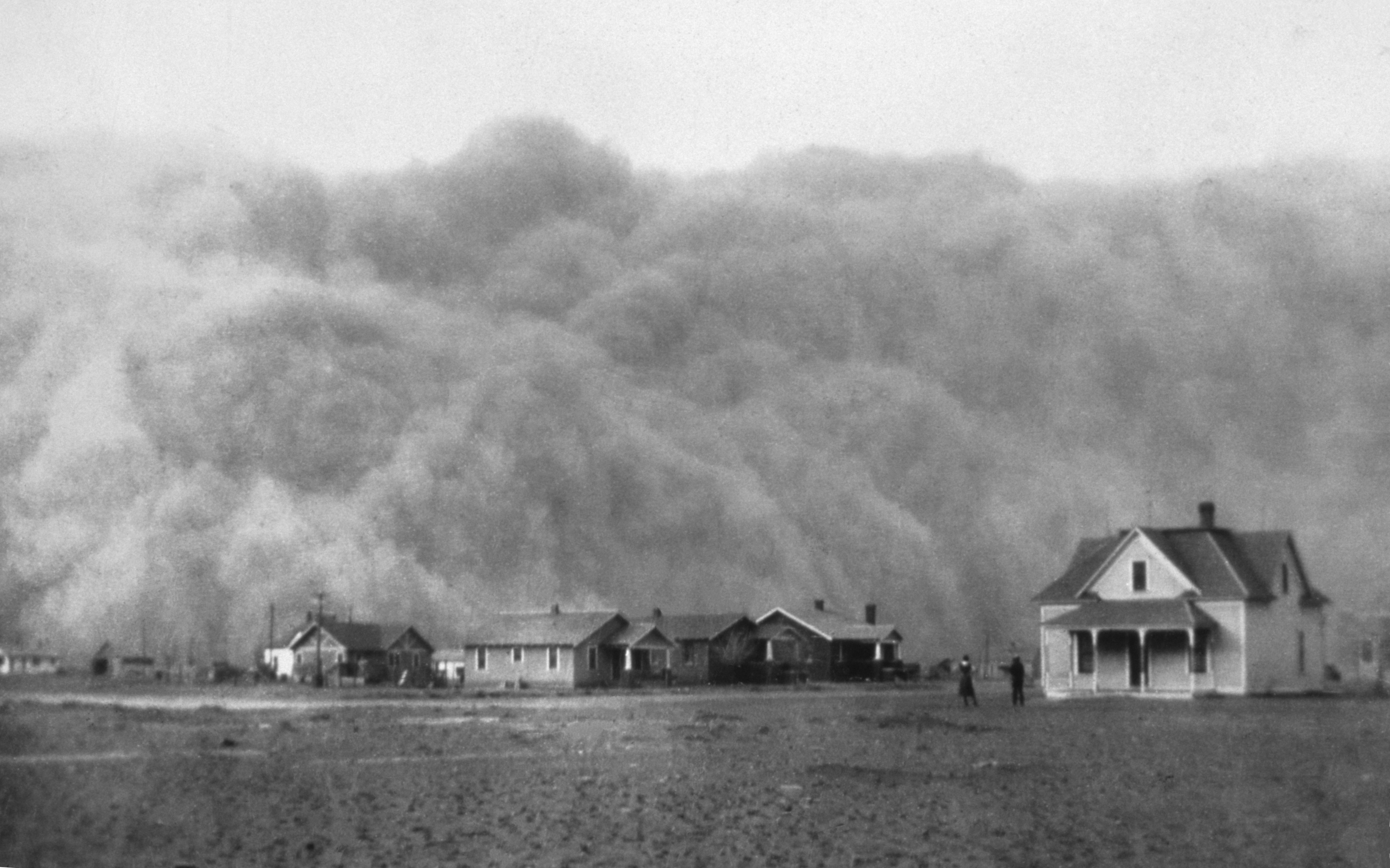
Le Dust Bowl est l'une des images les plus connues de la situation difficile des farmers pendant les années 1930. L'aggravation de la condition des paysans constitua l'un des principaux échecs du 'New Deal'.

Sur le plan économique, la situation était meilleure à l'orée de la Seconde Guerre mondiale qu'en 1933 : la production industrielle retrouva son niveau de 1929. En prenant comme base 100 la situation de 1929, le PNB en prix constants était de 103 en 1939, 96 pour le PNB/hab. Cependant, le chômage était toujours massif : 17 % de la population active américaine pointait au chômage en 1939 soit 9,5 millions de personnes. Néanmoins ils recevaient une allocation chômage, ce qui représente une nouveauté par rapport à l'avant New Deal. Notons enfin que la population active augmenta de 3,7 millions de personnes entre 1933 et 1939. Le New Deal inaugura en outre une période d'interventionnisme étatique dans de nombreux secteurs de l'économie américaine : bien qu'il n'y ait pas eu de nationalisations comme dans la France du Front populaire, les agences fédérales développèrent leurs activités, et employèrent davantage de fonctionnaires issus de l'université. Les mesures du New Deal posèrent ainsi les bases de la future superpuissance américaine.
Malgré tout, le New Deal n'est pas parvenu à faire revenir la prospérité des années 1920, et en 1941, six millions d'Américains attendaient toujours un emploi. Le plein emploi ne fut pas rétabli avant la guerre. Du point de vue de l'investissement, les résultats furent également en demi-teinte : l'opposition des milieux d'affaires à l'action de Roosevelt provoquèrent une chute de l'investissement privé, que le public ne put pas compenser. Malgré tout, les mesures de Roosevelt permirent de soutenir la demande globale, en freinant sa chute. La récession de 1937 joua également en la défaveur de Roosevelt, en se traduisant notamment par une baisse de 50 % de la valeur des actions, et par une hausse du chômage qui toucha 11 millions d'Américains cette même année.
Dans le domaine agricole, Roosevelt ne parvint pas à offrir une parité entre les prix agricoles et industriels, du fait notamment de la réticence du Congrès à octroyer des crédits en 1938 pour enrayer la chute des prix agricoles. Dans un contexte de nouvelle hausse de la production, les prix chutèrent de nouveau. Le problème de paupérisation agraire s'aggrava donc encore, comme le montre John Steinbeck dans son roman Les Raisins de la colère.
En matière commerciale enfin, les résultats furent nettement inférieurs à ceux enregistrés avant la crise. La situation de la balance des comptes (ou balance des paiements) se dégrada progressivement, et la balance commerciale ne put retrouver l'équilibre que grâce à une contraction nette des importations, qui passèrent de 4,4 milliards de dollars en 1929 à 2,1 milliards en 1939. Malgré tout, les États-Unis bénéficièrent de rentrées d'or de telle sorte qu'ils détenaient 70 % (soit plus des deux-tiers) du stock d'or mondial en 1939.

### Héritage politique et social

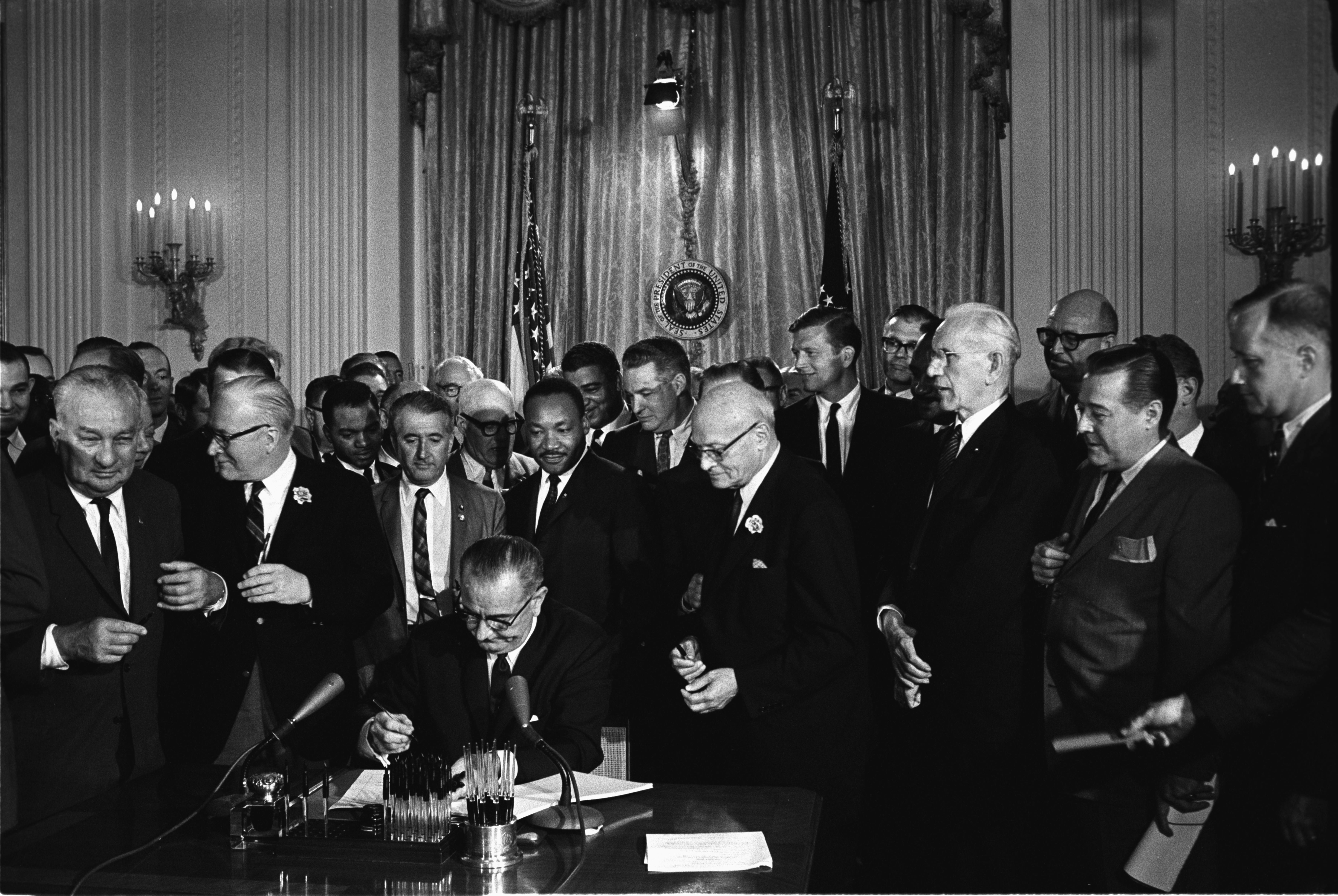
Lyndon Johnson lors de la signature du Civil Rights Act en 1964. Il s'est beaucoup inspiré de Roosevelt et de son 'New Deal'.

Du point de vue politique, le New Deal a laissé une empreinte forte, en créant une large gamme d'agences gouvernementales, protégeant des groupes divers de citoyens (ouvriers, fermiers entre autres) qui ont souffert de la crise, en leur permettant de faire contrepoids au pouvoir du patronat et du milieu d'affaires. L'administration Roosevelt a ainsi généré de nombreuses idées politiques, connues pour les générations suivantes sous le nom de « Réforme libérale du New Deal », qui sont restées des sources d'admiration comme de critiques pour les générations qui ont suivi, et qui ont contribué à façonner la grande vague de réforme libérale qui a suivi, avec la « Grande Société » de Lyndon B. Johnson dans la seconde moitié des années 1960. Suivant le modèle de son mentor, Franklin D. Roosevelt, Johnson chercha en effet à étendre le programme du New Deal au-delà de la simple sécurité économique, en prenant en compte les droits civiques, l'éducation, le logement, et le système de couverture médicale, c'est-à-dire les sujets déjà abordés par Roosevelt dans son Bill of Rights.
En ce qui concerne les droits civiques, les ordres exécutifs tels que le Fair Employment Practice Committee (en), adopté le 25 juin 1941 par Roosevelt, et interdisant la discrimination à l'embauche à l'encontre des Afro-Américains, des femmes, et des minorités ont constitué un progrès, qui a apporté de meilleurs emplois et salaires à des millions de personnes appartenant à des minorités. Globalement, le New Deal a donc correspondu à une phase de reconnaissance des populations minoritaires, dix ans avant le début du Mouvement des droits civiques. L'influence d'Eleanor Roosevelt, considérée comme la première femme de président à avoir rendu le rôle de Première dame actif notamment auprès d'organismes comme la NAACP, a ainsi été crucial dès 1933. Cependant, ce constat doit être relativisé, car le New Deal n'a pas été le déclencheur du mouvement des Droits civiques. En effet, la plupart des grandes associations de défense des minorités telles que la NAACP, ou l’Universal Negro Improvement Association and African Communities League ont été créées au début du XXe siècle. D'autre part, le fait qu'une proportion croissante d'Afro-Américains ait été employée à la fin des années 1930 tient également au fait que l'économie de guerre impliquait de faire appel au plus de personnes possible.

## Controverses

### LeNew Dealet le keynésianisme
Même si la notion d'État-providence est amenée par le New Deal, l'influence de Keynes sur celui-ci est quasiment inexistante. En effet, la Théorie générale de l'emploi, de l'intérêt et de la monnaie n'a été publiée qu'en 1936, autrement dit près de trois ans après le début du New Deal. D'ailleurs, à l'issue d'une entrevue entre Keynes et Roosevelt, ce dernier aurait déclaré n'avoir rien compris au discours tenu par Keynes. Enfin, des auteurs américains ont conduit dès la fin des années vingt leur propre recherche. Foster (en) et Catchings (en), par exemple, dans leurs ouvrages Business Without a Buyer (1927) et surtout The Road to Plenty (1928), ont mis l’accent sur l’importance de la consommation et remis en cause la loi de Say qui veut que l’offre crée sa propre demande et qui considère donc que la crise est impossible. Marriner Eccles, président de la Federal Reserve Bank (la Fed) de 1934 à 1948, fut pour Arthur Schlesinger le plus marquant des disciples de Foster. Toutefois, le second New Deal, dont les mesures ont été mises au point par l'école dite des conjoncturistes (Alvin Hansen et Foster en particulier), a été fortement influencé par les travaux de Keynes, avec notamment le principe de la pump primiry (le « réamorçage de la pompe »), indispensable à la reprise économique et au soutien de la demande globale.
En revanche, Keynes a contribué à la mise en place du système monétaire international au lendemain de la Seconde Guerre mondiale, et à la suite de la conférence de Bretton Woods. En effet, alors que le programme national et ambitieux du New Deal commençait à s'essouffler, Roosevelt a pris conscience de l'importance de la politique extérieure en réalisant, notamment d'après les théories de son secrétaire d'État Cordell Hull et de Keynes, qu'un commerce sans entrave pouvait être vecteur de paix et de prospérité. Cependant, au lendemain de la conférence, ce n'est pas le plan de Keynes qui fut choisi, mais celui de son homologue américain Harry White, car il proposait, à l'instar du modèle de Sécurité sociale du New Deal, la mise en place d'un fonds auquel chaque pays apporterait sa contribution. C'est ainsi que les bases du Fonds monétaire international (FMI) et de la Banque internationale pour la reconstruction et le développement (BIRD) ont pu être posées. Ces deux institutions s'inspiraient donc des agences du New Deal, d'une part par leur caractère expérimental, et d'autre part par leur incapacité à s'adapter aux besoins de l'économie, en étendant leurs prérogatives. Ainsi, l'impossibilité pour le FMI de fournir des fonds pour endiguer la montée du communisme conduit par exemple à l'élaboration du plan Marshall.

### Critiques

#### École de Chicago
Milton Friedman, chef de file de l'école de Chicago, fut sur le moment favorable au New Deal. Alors qu'il était porte-parole du Trésor, il défendit une politique keynésienne. En revanche, en 1962, dans son ouvrage Capitalisme et liberté, il se livra à une défense du capitalisme, et à une critique du New Deal et de l'État-providence. Lui et Anna Schwartz, critiquèrent alors le New Deal en expliquant que « le remède avait bien failli être pire que la maladie ». Pour Friedman, en effet, la Grande Dépression venait principalement d'une mauvaise gestion de la monnaie, dont l'offre aurait dû être augmentée et non réduite. Dans son Histoire monétaire des États-Unis parue en 1963, il développa cette thèse en expliquant cette grave crise économique par les politiques de contraction monétaire menées. Ainsi, Friedman expliqua que : « La Fed était largement responsable de l'ampleur de la crise de 1929. Au lieu d'user de son pouvoir pour compenser la crise, elle réduisit d'un tiers la masse monétaire entre 1929 et 1933… Loin d'être un échec du système de libre entreprise, la crise a été un échec tragique de l'État. ». Friedman y dénonça en cela le rôle néfaste de l'intervention de l'État dans l'économie, et en particulier dans la politique monétaire (en réduisant les liquidités), comme ce fut le cas pendant le New Deal.

#### École autrichienne
Friedrich Hayek, critiqua vivement l'interventionnisme étatique, en rejetant l'intervention économique dans les économies capitalistes. Hayek critiqua également le keynésianisme, jugeant que John Maynard Keynes ne possédait que des connaissances limitées en théorie économique. Il montra ainsi que les politiques keynésiennes de relance économique, fondées sur l'utilisation du budget public, conduisaient à terme à la fois à l'inflation, à la stagnation économique et au chômage.
Mais au-delà de ces critiques générales, ce qui va plus spécifiquement gêner Hayek, c’est que les principaux conseillers de Roosevelt aient été classés parmi les libéraux (de nos jours ils seraient plutôt considérés comme des sociaux libéraux). Hayek n’est d’accord avec John Dewey, un de leurs principaux inspirateurs, ni sur la conception de la liberté, ni sur le lien entre liberté et contrainte, ni sur ce qu’il appelle leur « pragmatisme constructiviste ». De même, dans cette optique, Friedrich Hayek critique les quatre libertés de Franklin Delano Roosevelt dans son livre Droit, législation et liberté.